# Fred Steiner
Frederick „Fred“ Steiner (* 24. Februar 1923 in New York City, New York; † 23. Juni 2011 in Ajijic, Jalisco, Mexiko) war ein US-amerikanischer Filmkomponist und Arrangeur.

## Leben und Wirken
Fred Steiner war der Sohn des Violinisten, Komponisten und Arrangeurs George Steiner. Mit sechs Jahren begann er Piano zu spielen; mit 13 Jahren lernte er Cello. Mit einem Stipendium besuchte er das Oberlin Conservatory of Music in Ohio, wo der Unterricht bei dem Komponisten Normand Lockwood hatte. Erste Berufserfahrungen sammelte während der 1940er Jahre als Komponist, Arrangeur und Orchesterleiter in New Yorker Radioshows, insbesondere als musikalischer Leiter der ABC-Radio-Serie This Is Your FBI. 1947 zog er an die Westküste der USA und arbeitete in den Film- und Fernsehstudios von Hollywood. Zu seinen frühen Beiträgen gehören die Musik zu CBS-Fernsehsendungen wie Man Against Crime, The Danny Thomas Show und Gunsmoke. 1958 zog Steiner mit seiner Familie nach Mexiko-Stadt, wo er als Direktor einer unabhängigen Plattenfirma tätig war und eine Musikbücherei für das mexikanische Fernsehen und staatlich produzierte Dokumentarfilme aufbaute. Nach seiner Rückkehr nach Südkalifornien im Jahr 1960 setzte er seine Karriere im Studiobetrieb von Hollywood fort; daneben studierte er an der University of California, Los Angeles und der University of Southern California, wo er einen Abschluss in Musikwissenschaft erwarb und später Komposition unterrichtete.
Zu seinen bekanntesten Arbeiten für Film und Fernsehen gehörte die Titelmelodie zur Fernsehserie Perry Mason, die nach der gleichnamigen Romanfigur entstand. Dabei schuf er ein Musik-Theme namens Park Avenue Beat, welches zu einer der frühen vom Jazz und Rhythm and Blues beeinflussten TV-Musiken gehörte und später noch häufig weitere Verwendung fand. Er war auch einer der Komponisten der 1986 Oscar-nominierten Filmmusik zu Die Farbe Lila, des Weiteren schrieb er u. a. Musik zu Twilight Zone, unterschiedlichen Star-Trek-Produktionen, Have Gun, Will Travel, Tausend Meilen Staub, Ein Käfig voller Helden und Mannix.

## Filmografie (Auswahl)
- 1951: Dem Satan singt man keine Lieder (The Prowler) (Orchesterleitung)
- 1955: Der Mann mit dem goldenen Arm (The Man with the Golden Arm)
- 1956: Der Sonne entgegen (Run for the Sun)
- 1956: Der Mann von Del Rio (Man from Del Rio)
- 1960–1965: Rauchende Colts (Gunsmoke) (Fernsehserie, 11 Episoden)
- 1962–1966: Perry Mason (Fernsehserie, 97 Episoden)
- 1965–1966: Ein Käfig voller Helden (Hogan’s Heroes) (Fernsehserie, 20 Episoden)
- 1965: Vierzig Wagen westwärts (The Hallelujah Trail) (Im Abspann unerwähnt)
- 1966–1967: Raumschiff Enterprise (Star Trek) (Fernsehserie, 7 Episoden)
- 1967: Chicago-Massaker (The St. Valentine’s Day Massacre)
- 1968: Verrückter wilder Westen (Wild Wild West) (Fernsehserie, 1 Episode)
- 1971: Bonanza (Fernsehserie, 1 Episode)
- 1978: Hawaii Fünf-Null (Hawaii Five-O) (Fernsehserie, 1 Episode)
- 1979: Star Trek: Der Film (Star Trek: The Motion Picture) (Im Abspann unerwähnt)
- 1983: Der Denver-Clan (Dynasty) (Fernsehserie, 3 Episoden)
- 1985: Die Farbe Lila (The Color Purple)
- 1987: Raumschiff Enterprise: Das nächste Jahrhundert (Star Trek: The Next Generation) (Fernsehserie, 1 Episode)
- 1993: Mrs. Doubtfire – Das stachelige Kindermädchen (Mrs. Doubtfire)

## Nominierung (Auswahl)
- Oscar
  - 1986: Beste Filmmusik Die Farbe Lila (nominiert)